# Tallulah
Tallulah település az Amerikai Egyesült Államok Louisiana államában, Madison megyében. Lakosainak száma 6286 fő (2020. április 1.).

## Népesség
A település népességének változása:
| Lakosok száma | 7335 | 6666 | 6286 |
|               | 2010 | 2019 | 2020 |